# Evangelische Kirche (Riegel am Kaiserstuhl)

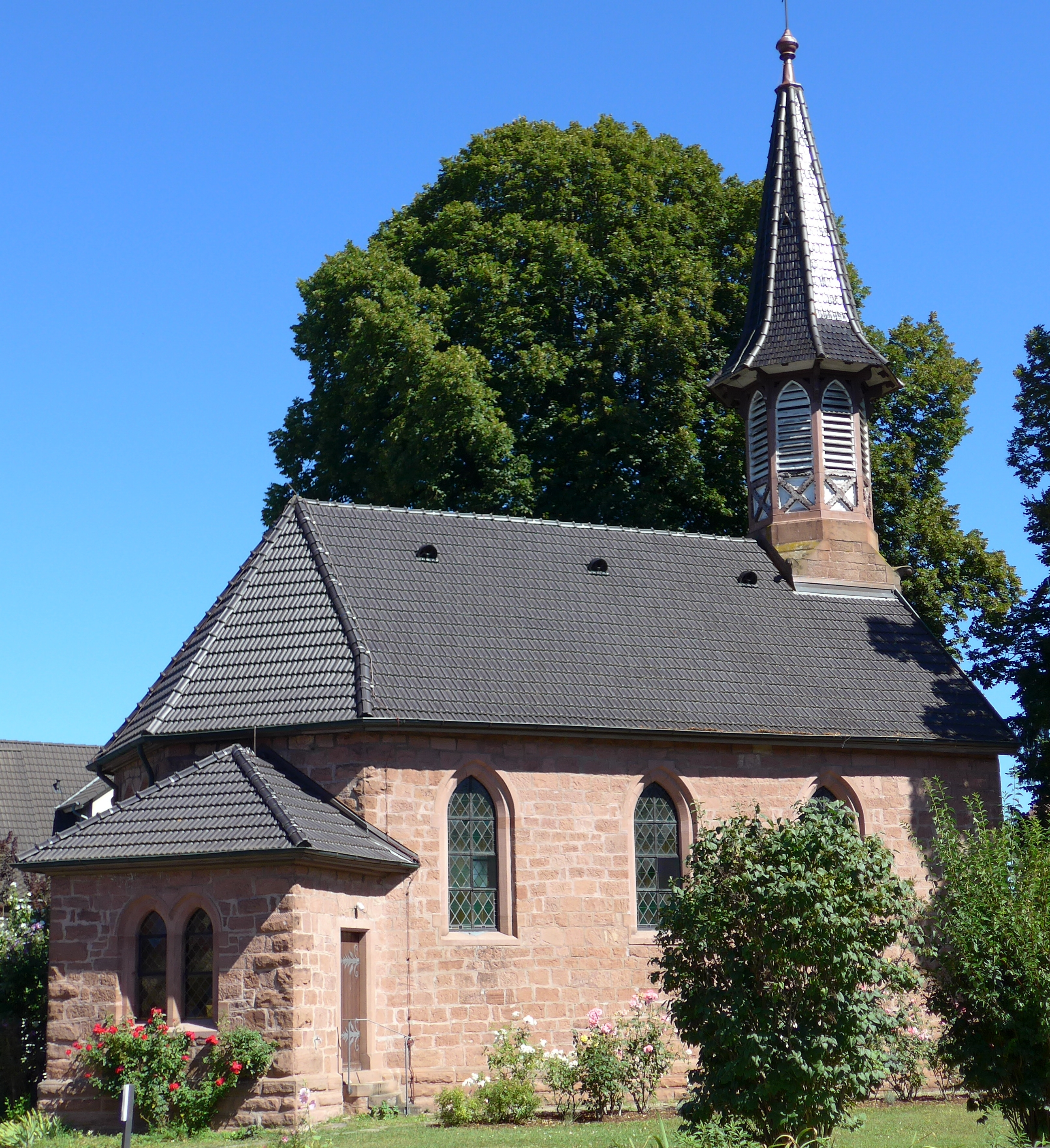
Evangelische Kirche Riegel

Die Evangelische Kirche in Riegel ist ein 1898 errichtetes neugotisches Gotteshaus in Riegel am Kaiserstuhl.

## Geschichte
Bis 1840 war Riegel rein katholisch geprägt. Die Industrialisierung und im Ort selbst die Gründung und der Ausbau der Riegeler Brauerei schuf die Voraussetzung für einen verstärkten Zuzug, auch für evangelische Christen. Der erste Protestant Jakob Kaderlin gründete die neue Mühle an der Teninger Straße und wurde zum späteren Spender des Bauplatzes für die Kirche.
Am 7. März 1897 stimmten die 22 wahlberechtigten Männer dem Beschluss zu, „einen Betsaal zubauen“. Mit 532 Mark aus einer Haussammlung wurde Kirchenfonds gegründet. Für ein Darlehen bürgten die Familien Kaderlin und Lepp. Der Bauplatz befand sich zum damaligen Zeitpunkt außerhalb des Ortes. Der Neubau wurde am 29. Dezember 1897 durch den Oberkirchenrat Karlsruhe genehmigt. Ab dem 1. März 1898 (knapp 200 Evangelische im Dorf) wurde die kleine Kirche (ca. 100 Plätze) gebaut und am 20. Oktober 1898 eingeweiht. Die Bauzeit betrug knapp acht Monate. Da 1899 viele der evangelischen Bürger bei der Brauerei, der Bahn, als Handwerker oder Knecht arbeiteten, stifteten die Brauereibesitzer Gebrüder Meyer einen größeren Betrag.
Am 10. Dezember 1900 begann der erste Geistliche seinen Dienst. Zehn Jahre später wurde eine zweite Glocke gespendet. Die Gemeinde wurde im Jahre 1917 von einer Diasporagemeinde zur Kirchengemeinde Riegel erhoben. Die durch den Neubau aufgenommenen Gelder und Schulden waren 20 Jahre (1918) nach Baubeginn getilgt. Das Harmonium wurde 1929 durch eine Orgel mit einem Manual und sieben Registern ersetzt.
Zwei der drei Glocken wurden im 1. Weltkrieg eingeschmolzen und 1922 durch neue ersetzt; die im 2. Weltkrieg entfernten Glocken aber wurden später durch gebrauchte aus Bahlingen und Forchheim ersetzt. Die Kriegsschäden hielten sich trotz der starken Bombardierung 1944 in Grenzen.
Im Jahre 1969 wurde die Kirche mit dem Neubau des Gemeindehauses ergänzt.

## Ausstattung
Das neugotische Kirchengebäude (Baukosten ca. 14.500 RM) wurde mit rotem Sandstein aus dem nahen Steinbruch in Freiamt-Mußbach gebaut. Außen ist dieser sichtbar, innen ist er verputzt. Mit der Abmaßen von 23,5 m hoch, 15 m lang; 8,8 m breit bietet es 120 Sitzplätze.
Eine Orgel kam 1929 in die Kirche, in der zuvor ein Harmonium für die Kirchenmusik gesorgt hatte. Sie wurde vom Unternehmen G. F. Steinmeyer & Co. (Oettingen / Bayern) gebaut und hat sieben Register auf einem Manual und Pedal. Sie wurde nach 1969 umdisponiert und 1996 einer Renovierung unterzogen.
Eine nahezu baugleiche Kirche findet sich in Ettenheim (1900). Große Ähnlichkeiten bestehen zu den Kirchen in Endingen und Herbolzheim (beide 1907).